# Chapelle Saint-Laurent de Limerzel
La chapelle Sainte-Laurent est située  rue Saint-Laurent au bourg de la commune de Limerzel dans le Morbihan.

## Historique
La chapelle Saint-Laurent de Limerzel fait l’objet d’une inscription au titre des monuments historiques depuis le 2 décembre 1932.

## Description
La chapelle se compose d'une nef avec un bras de transept au sud, débordant légèrement le chevet. La façade du clocher est percée d'une porte avec accolade. Le clocheton présente un petit campanile sans pointe ni dôme, surmonté de cinq croix.
La porte sud de la nef, ainsi que la fenêtre du chevet, sont ogivales. Le réseau ou fenestrage au-dessus du meneau unique présente une combinaison de trois trilobes, lesquels font supposer que cette partie peut remonter au 14e siècle. (Source: Base Mérimée)